# Здание Верховного суда США

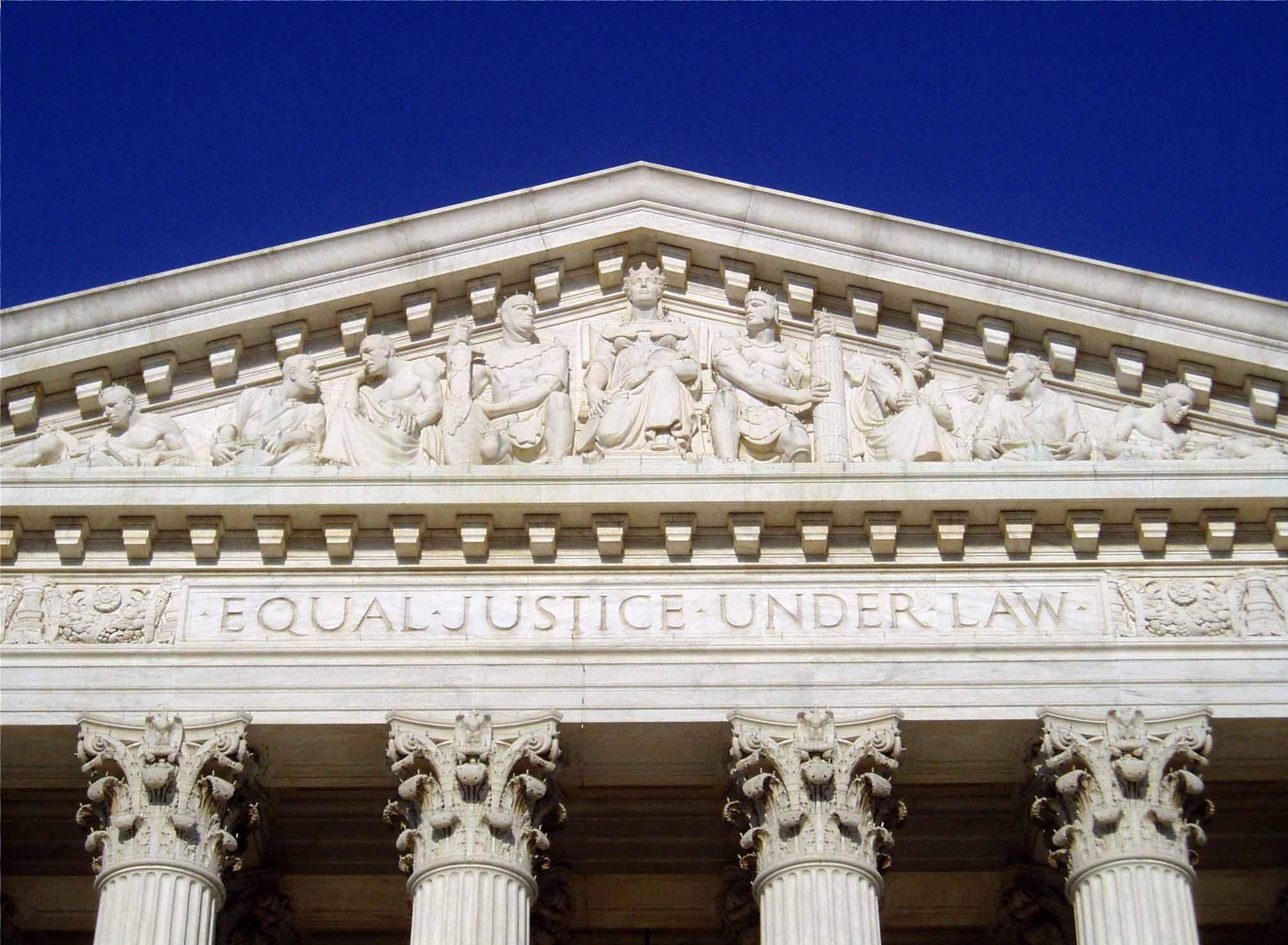
Единство Права и Закона

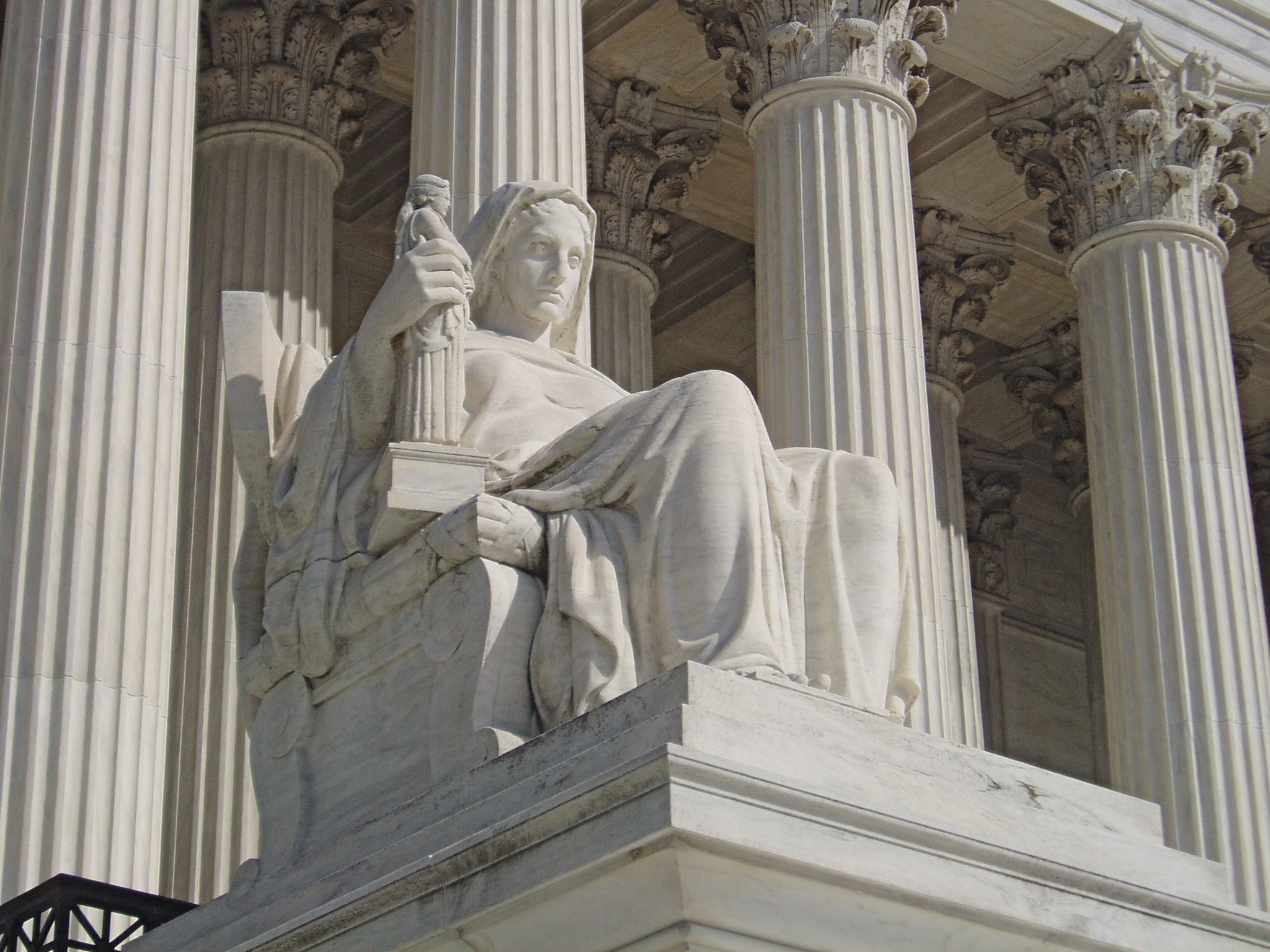
Скульптура Размышление Юстиции

Здание Верховного суда США (англ. Supreme Court Building) — место заседаний Верховного суда США, расположено в городе Вашингтон, федеральный округ Колумбия, по адресу Первая улица, 1. Расположено на один квартал восточнее Капитолия. Относится к ведомству архитектора Капитолия. 4 мая 1987 года здание Верховного суда США было признано национальным историческим памятником США.

## Общие сведения
Построено в 1935 году по проекту архитектора Кэсса Гильберта. Высота составляет 28 метров. Здание имеет 5 этажей над землёй. Строительство продолжалось с 1932 по 1935 год и стоило американской казне 9,74 миллиона долларов, перекрыв первоначальную смету на 94 тысячи долларов.

## История
Первоначально, после достижения США независимости, Верховный суд страны находился, как и её правительство, в Нью-Йорке. После переноса столицы в Филадельфию, Верховный суд также переехал в этот город и заседал в Индепенденс-холле. С последующим переносом столицы в Вашингтон Верховный суд разместился в небольшом подвальном помещении в Капитолии в 1810 году. Здесь он и находился вплоть до 1935 года (за исключением периода 1812—1819, когда Капитолий был разрушен британскими войсками). В связи с расширением американского Сената помещения Верховного суда постоянно уменьшались, и в 1860 году он перемещается в Старую сенатскую палату (Old Senate Chamber), где и оставался вплоть до 1935 года. В 1929 году министр юстиции У. Г. Тафт доказал необходимость разделения мест заседаний Верховного суда и Конгресса США как различных ветвей управления в стране.

## Архитектура и дизайн
Внешняя сторона здания состоит из мрамора, доставленного из штата Вермонт; внутренняя, находящаяся во дворе — из мрамора, добытого в Джорджии. Во внутреннем оформлении более всего применялся мрамор из Алабамы, за исключением зала судебных заседаний, украшенного испанским мрамором. 24 колонны зала судебных заседаний Гильберт изготовил из сиенского мрамора. Для получения мрамора необходимого качества по его просьбе в мае 1933 года лично проследил председатель итальянского правительства Бенито Муссолини.
Архитектор украсил здание большим количеством статуй как известных политических и исторических деятелей, так и аллегорическими фигурами. Так, в восточном крыле здания находится скульптура Гермона Аткинса Макнейла «Юстиция, страж Свободы». В его западном крыле можно увидеть скульптурную композицию «Равенство Юстиции и Закона» Роберта Ингерсолла Эйткена. На северной и южной сторонах — сидящие фигуры, изображающие «Размышление Юстиции» и «Авторитет Закона» соответственно Джеймса Эрла Фрезера. Северный фриз в судебном зале украшен изображениями законодателей из дохристианской эпохи — Менеса, Хаммурапи, Моисея, Соломона, Ликурга, Солона, Дракона, Конфуция и Августа. Южный фриз — деятелями из времён после рождения Христа: здесь Карл Великий, Мухаммед, Иоанн Безземельный, Людовик IX, Гуго Гроций, Наполеон, Уильям Блэкстон, Джон Маршалл. Появление бюста Мухаммеда было воспринято общественностью весьма неоднозначно.

## Организация
Службы по всему зданию Верховного суда распределены следующим образом:
- Подвальный этаж: помещения охраны, гараж, почта
- Первый этаж: бюро информации, отделение для прессы, выставочный зал, кафетерий, бюро управляющего, сувениры
- Второй этаж: Большой зал, конференц-зал, все бюро судей
- Третий этаж: канцелярия адвокатов, бюро чиновников министерства юстиции, а также столовая и читальный зал для судей
- Четвёртый этаж: библиотека Верховного суда
- Пятый этаж: фитнес, баскетбольная площадка

Зал судебных заседаний имеет 250 мест для желающих присутствовать при слушаниях (зачастую их занимают большие группы студентов или чиновников).
Кроме этого, в здании находится полицейское отделение, созданное исключительно для защиты здания Верховного суда и находящихся в нём людей и не подчиняющееся городским полицейским властям. Посещение здания возможно только в дни, когда нет судебных заседаний. Все, кто входит в здание, проверяются металлодетекторами на наличие оружия. Фотографирование в помещениях разрешено, за исключением зала судебных заседаний. Если в день посещения судебных заседаний не происходит, то можно осмотреть Большой зал и официальные помещения первого этажа, а также посетить кафетерий и небольшой кинотеатр, где демонстрируются документальные фильмы по истории суда. Те посетители, которые желают находиться в зале суда в течение всего слушания дела, получают специальные входные билеты. При появлении судей в зале и их уходе присутствующие обязаны вставать. Сонных, шумных или беспокойных посетителей из зала суда немедленно удаляет специальная служба поддержания порядка.